# Anomis xanthindyma
Anomis xanthindyma là một loài bướm đêm trong họ Erebidae.